# Castilleja pectinata
Castilleja pectinata är en snyltrotsväxtart som beskrevs av Carl Friedrich Philipp von Martius och Gall.. Castilleja pectinata ingår i släktet målarborstar, och familjen snyltrotsväxter. Utöver nominatformen finns också underarten C. p. purpusii.